# 毛足田鼠属
毛足田鼠属（学名：Lasiopodomys）是啮齿目仓鼠科的一属，本属曾被认为是田鼠属（Microtus）的一个亚属，2005年出版的《世界哺乳动物物种》第三版中将本属恢复为独立属。

## 分类调整
本属是法国动物学家费尔南·拉塔斯特（Fernand Lataste）以布氏田鼠（Lasiopodomys brandtii）作为模式种建立的新属。美国动物学家格里特·史密斯·米勒1896年发表文章，以布氏田鼠与白尾松田鼠属（Phaiomys）的属模白尾松田鼠（Phaiomys leucurus）很相似，将本属作为白尾松田鼠属的同物异名，而白尾松田鼠属作为田鼠属的亚属。基于形态学和分子系统学研究成果，发现本属在分子系统树上为支持率很高的独立一支，阴茎形态和其他属均有显著差异，支持本属为独立属。

## 物种
本属目前一般分为以下3种：
- 布氏田鼠 Lasiopodomys brandtii (Milne Edwards,1871)
- 青海田鼠 Lasiopodomys fuscus (Buchner,1889)
- 棕色田鼠 Lasiopodomys mandnarinus (Milne Edwards,1871)